# John Stillwell
John Stillwell (Melbourne, 1942) é um matemático australiano.
É professor da Universidade de São Francisco e da Universidade Monash.
Nasceu em Melbourne e lá viveu até ir fazer o doutorado no Instituto de Tecnologia de Massachusetts. Obteve o PhD em 1970, orientado por Hartley Rogers, Jr.. Em 2002 começou a lecionar em São Francisco (Califórnia).
Em 2005 recebeu o Prêmio Chauvenet por seu artigo "The Story of the 120-Cell", Notices of the AMS, janeiro de 2001, páginas 17–24.

## Obras
Stillwell é autor de diversos livros texto e livros sobre matemática, incluindo:
- Classical Topology and Combinatorial Group Theory, 1980, ISBN 0387979700
- Mathematics and Its History, 1989, 3ª edição 2010, ISBN 0387953361
- Geometry of Surfaces, 1992, ISBN 0387977430
- Elements of Algebra: Geometry, Numbers, Equations, 1994, ISBN 0387942904
- Numbers and Geometry, 1998, ISBN 0387982892
- Elements of Number Theory, 2003, ISBN 0387955879
- The Four Pillars of Geometry, 2005, ISBN 0387255303
- Yearning for the Impossible: The Surprising Truths of Mathematics, 2006, ISBN 156881254X

Premiado pela Associação de Colégios e Universidades Jesuitas
- Naive Lie Theory, 2008, ISBN 0387982892
- Roads to Infinity, 2010, ISBN 9781568814667